# Black Belt
Black Belt är ett spel som kom ut år 1986 till Sega Master System, där man spelar som slagskämpen Riki. Det är en lokalanpassning av det japanska Mark III-spelet Hokuto no ken, baserat på serien Fist of the North Star. Programmeraren Yuji Naka var senare med och gjorde det första Sonic the Hedgehog-spelet.